# Peperhol
Peperhol is een dorp ten zuiden van de Saramaccarivier in Saramacca in Suriname. Het ligt langs de Oost-Westverbinding, net voor Calcutta tussen Groningen en de Coppenamebrug. In het dorp bevinden zich enkel winkels.
Net buiten het dorp ligt de Henri Alwies Airstrip waar onder meer de Zweefvliegclub Akka 95 sinds 2012 een tweede basis heeft. Voor reizigers is er het Bombay Park voor ontspanning en toiletgebruik.
De inwoners in het gebied leven van kleinschalige landbouw en veelteelt.